# Vârvoru de Jos
Vârvoru de Jos es una comuna ubicada en el distrito de Dolj, Rumania.

## Superficie
Posee una superficie de 107,9 kilómetros cuadrados.

## Demografía
Hasta 2021 la población era de 2641 habitantes, con una densidad de población de 24,49 habitantes por kilómetro cuadrado.